# Hako Otoko (Film)
Der Film Hako Otoko (japanisch 箱男, englisch The Box Man) feierte am 17. Februar 2024 auf der 74. Berlinale Weltpremiere. Er wurde auf der Berlinale in der Sektion Berlinale Special gezeigt.

## Handlung
Der Film basiert auf dem gleichnamigen Roman des japanischen Autors Kōbō Abe aus dem Jahre 1973. Er handelt vom „Schachtelmann“, der mit einem Pappkarton über dem Kopf durch die Stadt läuft, durch ein Guckloch in die Welt blickt und seine Fantasien in einem Notizbuch beschreibt. Der Fotograf „Myself“ ist fasziniert von diesem Mann, den er zufällig auf der Straße sieht, und beschließt, selbst einen Karton überzuziehen, das Guckloch zu öffnen und eigene Erfahrungen zu sammeln. Jedoch lauern auf den echten Hako Otoko Gefahren.
Ein Pappkarton wird so zu einer perfekten Hülle für Männer, die sich aus der Gesellschaft zurückziehen und unbeobachtet zuschauen wollen.

## Produktion

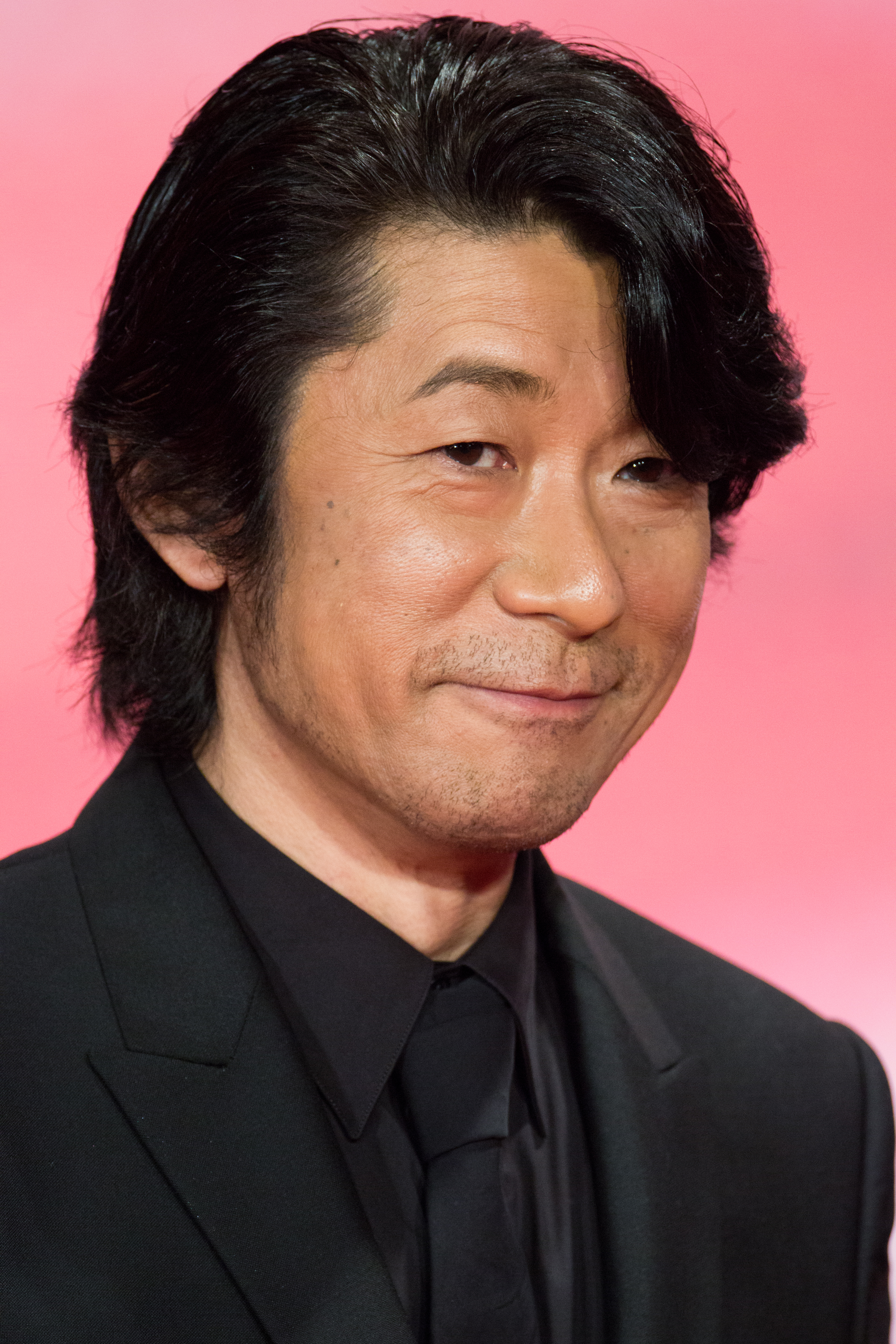
Hauptdarsteller Masatoshi Nagase 2017

Hako Otoko gilt als ein Comeback des japanischen Regisseurs Gakuryū Ishii, eines Filmemachers, der lange Zeit für seinen unkonventionellen Stil bewundert wurde. Bereits 1997 hatte Ishii die Einwilligung des Buchautors Kōbō Abe, sein Werk zu verfilmen, und die Filmrechte, jedoch wurde der Dreh, der in Hamburg stattfinden sollte, abrupt gestoppt. Erst 27 Jahre später, zum 100. Geburtstag des Autors Abe, konnte Ishii dieses Projekt fertigstellen. Die Hauptrolle spielt Masatoshi Nagase, der auch vor 27 Jahren für diese Rolle vorgesehen war. Zur Besetzung gehören außerdem Kōichi Satō, der ebenfalls vor 27 Jahren mitspielen sollte, und Tadanobu Asano. Eine weitere Rolle in Hako Otoko übernahm Ayana Shiramoto, die aus einem Vorsprechen von mehreren hundert Personen ausgewählt wurde.
Das Drehbuch schrieben der Regisseur Ishii und Kiyotaka Inagaki.
Der Film wird von Happinet Phantom Studios (ハピネットファントム・スタジオ) vertrieben.

## Rezeption
Lysann Leyh gab dem Film auf der Website Cineman vier von maximal fünf Sternen, jedoch fällt sie ein kritisches Urteil, wenn sie schreibt: „Obwohl klar wird, worauf der Film hinaus will, fällt es teilweise schwer, der Handlung zu folgen.“ Thomas Hummitzsch lobt in seiner Kritik im Online-Magazin Rolling Stones besonders die schauspielerische Leistung von Nagase: „Hauptdarsteller Masatoshi Nagase gebührt für seine absurd-geniale Performance als ‚Kai in der Kiste‘ jede Anerkennung, noch nie dürfte ein Unsichtbarer einen solchen Eindruck auf der Leinwand hinterlassen haben.“ Hummitzsch kommt insgesamt zu dem Schluss: „Die, die die Welt beobachten, fantasieren sie sich auch zusammen, lernen wir am Ende. Derart hält einem der Japaner nicht nur auf wundersame Weise den Spiegel vor, er erinnert auch daran, das die Filmkunst eine fantastische ist.“

## Auszeichnungen und Nominierungen
- 2024: Internationale Filmfestspiele Berlin 2024